# Luigi Crosio

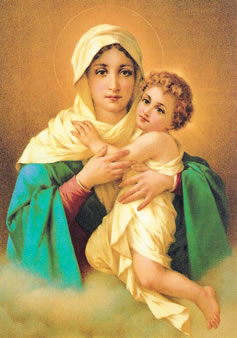
Madonna Ter Admirabilis, 1898

Luigi Crosio (* 15. August 1834 in Acqui Terme; † 15. Januar 1916 in Turin) war ein italienischer Maler. Sein Madonnenbild Zuflucht der Sünder ist zentrale Devotionalie für Anhänger der Schönstattbewegung.

## Leben
Er studierte an der Accademia Albertina di Belle Arte in Turin. Seine Tochter Carola Crosio heiratete den Mathematiker Giuseppe Peano im Jahr 1887. Eine weitere Tochter hieß Annette Crosio.

## Werk

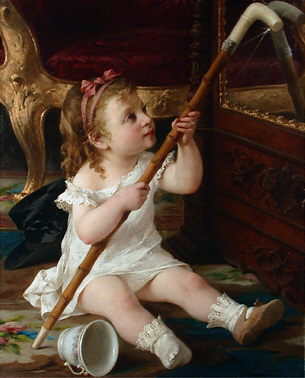

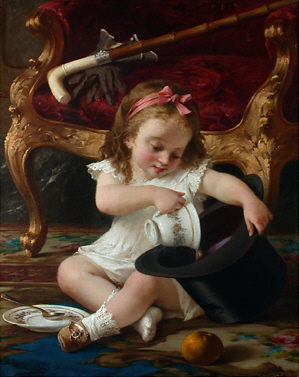

Crosio war Maler von Genreszenen, von Porträts und von religiösen Szenen nach Art des 18. Jahrhunderts. Seine Bilder werden mit jenen Lawrence Alma Tademas, Celestino Turlettis und Pier Celestino Gilardis verglichen.
Im Werk gibt es Motive aus beliebten Opern und Lithographien als Illustrationen zu Buch- und Journalpublikationen, beispielsweise für die Zeitschrift L’Arte. Crosio fertigte 1870 für L’Aqua Forte – Società d’Artisti Italiani eine Stichserie an. Er arbeitete auch mit den Verlagsleuten Künzli aus Zürich zusammen, letztmals wahrscheinlich 1911.
Einige Werke sind in öffentlichen Sammlungen:
- In Turin befindet sich das Bild die Bibel des Kuraten, Öl auf Leinwand, 51 × 69 cm.
- Ein Blatt der Stichserie für L’Aqua Forte ist im Metropolitan Museum.[3]

## Schönstätter Madonna
Im Jahr 1898 soll Crosio das bekannte Marienbild gemalt haben. Dargestellt ist Maria in Halbfigur mit dem Jesusknaben auf dem Arm. Sie blickt frontal aus dem Bild. Maria und Jesus werden von Wolken am unteren Bildrand gesäumt.
Die Bekanntheit des Gemäldes ging nicht vom Original, sondern von Reproduktionen aus. Die am 18. Oktober 1914 gegründete Marianischen Kongregation, aus der die Schönstattbewegung entstand, soll das Bild auf der Suche nach einem Marienbild aus finanzieller Not als Geschenk angenommen haben. In den 60er Jahren wurde das Original in Zürich entdeckt. Später wird das Bild nach der Marienbezeichnung der Schönstattbewegung Dreimal Wunderbare Mutter, Königin und Siegerin von Schönstatt benannt.
Es ist wahrscheinlich, dass Crosios Tochter Carola Modell für das Gesicht Marias stand.